# Absolutni posluh
Absolútni poslúh je zmožnost ugotavljati višino tonov brez pripomočkov.
Posluh je človekov čut za razumevanje glasbe. Redki ljudje imajo zmožnost po imenu absolutni posluh. To pomeni, da lahko slišijo bolje od ostalih in lahko slušni zvočni informaciji (tonom) določijo tonaliteto, (dur, mol, vrste akordov, intervale, posamezen ton itd.) To sposobnost ima približno en človek na 50.000 ljudi. 
Druga različica dobrega glasbenega posluha pa je relativni posluh, včasih imenovan tudi priučeni posluh. Tega imajo povečini vsi izšolani glasbeniki in pomeni sposobnost razpoznavanja in razločevanja intervalov, durove in molove tonalitete itd., vendar pa niso sposobni intonirati poljubnega tona in ga po njegovi višini tudi ne prepoznajo, če ga zaslišijo.
Iz odkritih glasbeno nadarjenih z absolutnim posluhom se skoraj vedno razvije glasbeno izredno sposobna? osebnost.